# Governo Revolucionário Provisório da República do Vietname do Sul
O Governo Revolucionário Provisório da República do Vietname do Sul (português europeu) ou Governo Revolucionário Provisório da República do Vietnã do Sul (português brasileiro) (em vietnamita:  Cộng Hòa Miền Nam Việt Nam), foi um governo comunista provisório paralelo formado pela Frente Nacional para a Libertação do Vietname (Viet Congs) além de grupos menores, em 8 de junho de 1969, surgido em oposição aos anticomunistas, apoiados pelos Estados Unidos, do Vietname do Sul. A maior parte da sua existência operou como um governo no exílio e não representou nenhum problema para a autoridade do governo sulvietnamita.  
Foi reconhecido como o governo do Vietname do Sul pela maioria dos estados socialistas e por Malta. Assinou o Tratado de Paz de Paris de 1973 como uma entidade independente, separada tanto do Vietname do Sul quanto do Vietname do Norte. Após a queda de Saigão, em 30 de Abril de 1975, assumiu o poder e o governo por quinze meses com apoio da República Democrática do Vietname (Vietname do Norte) e substituiu formalmente a República do Vietname, tornando-se o governo nominal e representativo do Vietname do Sul sob o nome oficial de República do Vietname do Sul (em vietnamita: Cộng hòa miền Nam Việt Nam), herdando todas as propriedades, direitos, obrigações e representação da soberania da República do Vietname.
Obteve o controlo do país de forma total após a vitória das forças do norte no final da Guerra do Vietname. Em Julho de 1976, a República do Vietname do Sul e a República Democrática de Vietname uniram-se na República Socialista do Vietname.